# Njáls saga
La Njáls saga (Saga di Njáll), o Brennu-Njáls saga (Saga del rogo di Njáll), è probabilmente la più famosa saga degli Islandesi; in Islanda ci si riferisce comunemente ad essa semplicemente come alla Njála. Fu scritta in Islanda nel XIII secolo ed è ambientata sull'isola stessa nel periodo tra la fine del X e l'inizio dell'XI secolo.
Questa saga/poema epico islandese descrive lo svolgersi di una serie di faide di sangue; si crede che il suo autore sia vissuto nell'Islanda sud-orientale, ma è noto poco altro di lui. Questa saga aveva l'alta reputazione ampiamente meritata di più grande saga degli Islandesi; l'ampiezza degli argomenti e i riferimenti nel testo indicano che il suo autore doveva essere estremamente colto.
Gli eventi narrati si svolgono tra il 960 e il 1020, come testimoniato dai riferimenti storici a re Haraldr gráfeldr di Norvegia (961-976) nel terzo capitolo, alla conversione al Cristianesimo dell'Islanda nel 999 narrata nei capitoli 94-101 e alla Battaglia di Clontarf (fuori Dublino) del 1014 nominata nel penultimo capitolo.
Sebbene l'opera concordi ampiamente con la storia a noi nota e si riferisca a molte località che è ancora possibile trovare nell'Islanda meridionale, gli studiosi continuano a cercare indizi che indichino quali parti della saga riportano accuratamente gli eventi storici e quali riflettano le distorsioni dell'arte del racconto. Il luogo dell'evento centrale della saga, l'attacco e l'incendio della fattoria di Njáll, è stato ritrovato dal lavoro degli archeologi in un sito, corrispondente alla descrizione fisica del luogo, in cui sono state scoperte tracce di un edificio bruciato.
La saga ci ha tramandato la natura auto-sostentatrice delle faide di sangue e i metodi usati dallo Stato libero d'Islanda per tentare di risolverli. Essa si estende oltre l'Islanda, ed include una descrizione, breve e non proprio aderente alla verità storica, della Battaglia di Clontarf e della morte di Brian Boru.
Il nome della saga è di origine gaelica, da Niall (nome del protagonista, Njáll Þorgeirsson, in lingua norrena).

## Trama

### Hrútur e Hallgerður
Il primo episodio copre il periodo tra il fidanzamento fra Hrútur Herjólfsson e Unnur e le orribili conseguenze del loro divorzio. Ci vengono mostrate le sue gesta in Norvegia, dove ottenne onore a corte e in battaglia, ma nel contempo rovinò il suo futuro matrimonio divenendo l'amante dell'anziana regina madre Gunnhildr; quando egli rifiutò di sposarsi con Gunnhildr affermando di avere una donna in Islanda, ella lo maledisse in modo che non potesse consumare il matrimonio. Dopo che Unnur ebbe divorziato da lui, Hrútur trattenne la dote sfidando il padre di Unnur a combattere. Anche se era conforme alla legge islandese, ciò era un'azione moralmente ingiusta.
Il primo capitolo fornisce una delle introspezioni di Hrútur quando egli commenta così la sua bellissima nipote: "Davvero non so come quegli occhi astuti siano entrati in famiglia". La saga prosegue seguendo questa nipote, Hallgerður, attraverso i suoi primi due matrimoni; entrambi i mariti morirono sotto l'ascia di chi pagava la dote, il brutale padre adottivo di Hallgerður, di nome Þjóstólfur. Ella provocò la prima delle due morti ma non la seconda, sebbene essa sia seguita ad una discussione tra lei e il marito; fu Hrútur che, a dispetto dei legami familiari, vendicò la sua morte uccidendo Þjóstólfur.

### Gunnarr e Njáll
Ora vengono introdotti i personaggi di Gunnar Hámundarson e Njáll Þorgeirsson (il protagonista). Gunnarr è un uomo di forza fisica fuori dal comune, e Njáll ha una sagacia altrettanto eccezionale; essi sono grandi amici. Quando Gunnarr è obbligato a riprendere la richiesta di dote di Unnur contro Hrútur, Njáll gli spiega come fare. Con un'abile messinscena, Gunnarr comincia il processo legale in casa di Hrútur stesso; egli segue il dubbio esempio di Hrútur quando si arriva alla corte, e Hrútur, che aveva precedentemente vinto grazie ad una minaccia, perde per una minaccia.
Un giorno, Gunnarr torna da un viaggio in Scandinavia. Si reca all'Alþingi, l'assemblea annuale, e qui incontra Hallgerður; entrambi si innamorano l'uno dell'altra e si fidanzano immediatamente, nonostante gli avvertimenti di Hrútur riguardo al carattere di Hallgerður e i cattivi presentimenti di Njáll.
I timori di Hrútur e Njáll si rivelano fondati quando Hallgerður entra in conflitto con la moglie di Njáll, Bergþóra. Hallgerður incanta alcuni personaggi poco raccomandabili perché uccidano i membri del casato di Njáll, ma l'animosa Bergþóra esige vendetta; dopo ogni uccisione i loro mariti si accordano finanziariamente a seconda dello status delle vittime. La quinta vittima è Þórður Freedmansson, tutore dei figli di Njáll; Þráinn Sigfússon, zio di Gunnarr e genero di Hallgerður, era in compagnia dei suoi uccisori. Quando la faida finisce e si stabiliscono gli accordi finanziari, la presenza di Þráinn a quell'omicidio causa in seguito conflitti.

### Le faide di Gunnarr
Hallgerður utilizza ora uno dei suoi seguaci per rapinare in casa di un uomo avaro chiamato Otkell. Gunnarr cerca immediatamente di pagare l'ammenda, ma le sue generose offerte non vengono accettate. Viene intentata una causa contro di lui, che, con l'aiuto di Njáll, vince guadagnando grandi onori; tuttavia, nel protestare con Hallgerðdur per il furto, egli la schiaffeggia. A questo segue un accidentale ferimento di Gunnarr da parte di Otkell; un insulto segue la ferita e Gunnarr va riluttante a vendicarsi: con un tardivo aiuto da parte di suo fratello Kolskeggur, egli uccide Otkell e i suoi compagni. Grazie all'influenza di Njáll si riesce a stabilire un nuovo accordo, e la reputazione di Gunnarr cresce; Njáll lo avverte che questo sarebbe stato l'inizio della sua carriera di omicida.
In seguito, Gunnarr accetta una sfida di combattimento a cavallo da parte di un uomo chiamato Starkaður. Nel corso del combattimento i suoi avversari imbrogliano e Gunnarr si ritrova in un vivace alterco. Njáll cerca di mediare ma Þórgeir Starkaðsson rifiuta ogni compromesso. In un viaggio con i suoi due fratelli, Gunnarr cade in un'imboscata di Starkaður e i suoi alleati; nella battaglia muoiono quattordici degli attaccanti e uno dei due fratelli di Gunnarr, Hjörtur.
Dietro a tutto questo c'è il figlio di Unnur, Mörður Valgarðsson; Mörður invidia e odia Gunnarr, e sfrutta gli altri uomini per i suoi fini. Era venuto a sapere che Njáll aveva profetizzato che Gunnarr sarebbe morto se avesse ucciso due membri della stessa famiglia, così istiga alcune persone insoddisfatte per gli accordi ad attaccare Gunnarr; nuovamente Gunnarr vince il combattimento, ma uccide un secondo uomo nella stessa famiglia. L'accordo che ne deriva stabilisce che Gunnarr e Kolskeggur debbano lasciare l'Islanda per tre anni.
Vengono compiuti i preparativi per l'esilio, ma, appena Gunnarr lascia casa sua, guarda verso di essa, e commosso dalla bellezza della sua patria si risolve a non lasciare l'Islanda, diventando così un fuorilegge; perciò va avanti con la sua vita come se nulla fosse cambiato ma i suoi nemici, Mörður tra essi, cercano vendetta. Gunnarr si difende in casa sua finché la corda del suo arco si rompe; Hallgerður compie l'ennesima infamia rifiutandosi di dargli alcuni capelli per riparare il suo arco: questo per vendetta per averla schiaffeggiata al processo per il furto a casa di Otkell (alcuni studiosi hanno scelto invece di interpretare questo episodio come il riscatto della figura di Hallgerður, per il fatto che i capelli umani sono inutilizzabili come sostituto della corda di un arco: Gunnarr chiede qualcosa che lui sa essere inutile, ed ella, conscia anche lei dell'inutilità dei suoi capelli, fa passare il suo rifiuto per una vendetta). I nemici di Gunnarr resistono alla proposta di Mörður di bruciarlo con la casa bocciandola come vergognosa, ma alla fine devono sfondare il tetto per arrivare a Gunnarr. Skarp-Héðinn, figlio di Njáll, assiste Hogni Gunnarsson in alcuni atti di vendetta prima che sia raggiunto un accordo.

### Kári e i figli di Njáll
In quel periodo in Scandinavia si organizzano due spedizioni in Islanda: quella di Þráinn Sigfússon e quella dei figli di Njáll. Entrambe tornano con grandi onori e con nuovi compagni di viaggio: Þráinn riporta indietro il malvagio Hrappur il Traditore, i figli di Njáll il nobile Kári, che poi sposerà la loro sorella. Tuttavia i figli di Njáll ricordano anche il dolore causato dalla maniera in cui il de facto governatore della Norvegia, Haakon Sigurdsson conte di Lade, li ha trattati, e di ciò incolpano irrazionalmente Þráinn. Sebbene Njáll dica loro di essere stati pazzi a sollevare la questione, consiglia loro di renderla pubblica, cosicché sia vista come una questione d'onore. Þráinn rifiuta un accordo, e i membri del suo seguito, tra cui Hallgerður (qui alla sua ultima apparizione), li insultano.
Segue la più drammatica delle battaglie della saga. I figli di Njáll accompagnati da Kári si preparano a tendere un'imboscata a Þráinn e ai suoi compagni; un ponte di ghiaccio su un torrente li separa. Skarphéðinn supera i fratelli, salta il torrente e scivola sul ghiaccio oltre Þráinn, decapitandolo mentre passava; gli altri uccidono quattro uomini, tra cui Hrapp.
Il fratello di Þráinn, Ketill, sposa la figlia di Njáll, e tra loro stipulano un accordo; inoltre, per frenare ogni futura contesa, Njáll adotta il figlio di Þráinn, Höskuldur, come suo figlio adottivo. Höskuldur cresce nella casa di Njáll ed è da questi amato e favorito; quando è completamente cresciuto, Njáll ottiene per lui la carica di capitano e una moglie adeguata, Hildigunn.
A questo punto la saga narra la storia della conversione dell'Islanda al Cristianesimo nel 999.

### Höskuldur e Flosi: il rogo
Mörður Valgarðsson ora trova che Höskuldur abbia un così grande successo come capo che la sua stessa influenza ne risulta oscurata. Egli istiga i figli di Njáll contro Höskuldur; la parte tragica della saga è che essi sono così eccitati dai suoi consigli che, insieme a Mörður e Kári, lo uccidono mentre sta seminando il suo campo. Come dice un personaggio: "Höskuldur è stato ucciso per meno di niente; tutti gli uomini piangono la sua morte; ma nessuno più di Njáll, suo padre adottivo".
Flosi, lo zio di Hildigunn (la moglie di Höskuldur), vuole vendetta per l'omicidio e cerca l'aiuto di capi potenti; è spinto da Hildigunn a non accettare accordi, ma solo il sangue degli assassini. I figli di Njáll si ritrovano a dover implorare aiuto all'Alþingi. Skarp-Héðinn diventa ferocemente fatalistico ed insulta molti di quelli che avrebbero potuto aiutarli.
Dopo alcune scaramucce legali, vengono scelti gli arbitri, tra cui Snorri che propone per Höskuldur un guidrigildo tre volte più grande del normale: è talmente grande che può essere pagato solo col contributo degli arbitri e di molti membri dell'Alþingi. Alla fine viene riunita la grande somma, e Njáll vi aggiunge dei calzari; Flosi si dichiara insultato dall'offerta di un capo di vestiario unisex, e l'accordo salta.
Ognuno lascia l'Alþingi e si prepara, tra presagi e profezie, per il gran finale. Un centinaio di uomini cala sulla casa di Njáll a Bergþórshvoll, trovandola difesa da una trentina di persone; la vittoria per Flosi dovrà essere a qualche costo. Njáll tuttavia suggerisce che i suoi figli si difendano da dentro la casa, ed essi, sebbene ritengano che sia un'idea folle, accettano. Flosi e i suoi uomini danno fuoco all'edificio.
Sia gli innocenti che i colpevoli sono circondati. Flosi permette agli innocenti di scappare, ma Njáll, Bergþóra e loro nipote Þórður rimangono nell'edificio a morire con i colpevoli; Helgi viene ucciso mentre cerca di scappare. Alla fine muoiono undici persone, ma non Kári che fugge coperto dal fumo; Flosi sa che Kári cercherà vendetta per il rogo.

### L'Alþingi
Entrambe le parti si riuniscono nell'Alþingi. Viene intentata un'azione legale contro coloro che avevano appiccato l'incendio e comincia una disputa tra le due parti. Þórhall, figlio adottivo di Njáll, era stato istruito nella legge da Njáll, ma viene tenuto lontano dal processo per una gamba infettata. Alla fine, quando l'azione sembra in procinto di fallire, egli fa sgorgare il pus dalla gamba con la sua lancia e comincia a combattere. Gli uomini di Flosi vengono sospinti indietro finché Snorri non riesce a separare le parti; nella confusione muoiono alcuni uomini, tra cui Ljótur, cognato di Flosi.
Il padre di Ljótur, Hallur da Síða, trae vantaggio dal truce atto per invocare la pace, e, in un atto che segna il passaggio dal pensiero vichingo a quello cristiano, non cerca alcuna compensazione per la morte di suo figlio. Mossi da ciò, tutti tranne Kári e Þórgeir trovano un accordo, mentre tutti contribuiscono al guidrigildo di Ljótur; i responsabili dell'incendio vengono esiliati.
Prima che i Sigfússon raggiungano casa Kári li attacca, e quasi tutto il resto della saga descrive la sua vendetta per l'incendio; egli è aiutato da Þórgeir e da uno spaccone di nome Björn, ed insieme seguono le loro vittime fino alle Isole Orcadi e al Galles. Il momento più drammatico è l'irruzione nella reggia dello jarl delle Orcadi, durante la quale Kári uccide un uomo che stava fornendo una versione del racconto dell'incendio diffamatoria per chi ne era rimasto vittima.
Dopo un pellegrinaggio a Roma, Flosi torna in Islanda. Kári lo segue e fa naufragio presso la casa di Flosi. A testimonianza della nobiltà di Flosi, costui va a salvarlo, ed insieme i due fanno pace; Kári sposa la vedova di Höskuldur, e al termine della saga c'è una completa riconciliazione.

## Riferimenti nella cultura di massa
- È stato girato un breve film in Islanda chiamato Brennu-Njálssaga (titolo in inglese: The Saga of Burnt Njal), diretto da Friðrik Þór Friðriksson e uscito nel 1981. Il film è citato nella versione islandese in DVD del film Englar alheimsins (dello stesso regista). La colonna sonora si chiama Brennu-Njálssaga ed è stata composta dalla band islandese new wave Þeyr, con la collaborazione di Hilmar Örn Hilmarsson; questa stessa canzone apparve più tardi nel 1981 quando il gruppo pubblicò il suo single Iður til Fóta (solo in versione cassetta).
- C'è almeno un riferimento a Njáll negli sketch dei Monty Python, in cui è comicamente pronunciato "N-giarl".